# Anastassia Virsaladze
Anastassia Virsaladze   (Kutaissi, 30 d'octubre de 1883 (Julià) - Tbilisi, 5 de setembre de 1968) va ser una pianista i professora de música de Geòrgia.
El 1921 va començar a ensenyar al Conservatori de Tbilisi. Promoguda a professora el 1929, va romandre allà fins a la seva jubilació el 1946, donant classes a més de 100 pianistes. Entre els seus estudiants més destacats hi havia Dmitri Baixkirov, Lev Vlasenko i la seva neta Eliso Virsaladze.

## Biografia
Nascuda a Kutaisi l'11 de novembre de 1883, Anastasia Virsaladze va estudiar al Conservatori de Sant Petersburg amb Anna Iéssipova i es va graduar el 1909. Es va casar amb Spiridon Virsaladze (1869-1930), un destacat metge a Tbilisi.
Després de participar en concerts, el 1921 va començar a ensenyar al Conservatori de Tbilisi, on va ser ascendida a professora el 1932, dirigint el departament de piano durant un període prolongat. Va actuar a Berlín el 1926 i va ser probablement la primera pianista georgiana que va actuar als Estats Units, on va conèixer a molts compositors nord-americans tocant sovint les seves obres.
Al Conservatori, va formar part del "Talent Children Group" des del 1934 fins al 1938. Durant la seva carrera va ensenyar a més d'un centenar de pianistes, inclosos Dmitri Bashkirov, Lev Vlassenko i, en particular, la seva neta Eliso Viraladze, a qui va ensenyar intensament des dels vuit anys. fins als 14 anys. Més tard la va ensenyar mentre era estudiant al conservatori.
Anastasia Virsaladze va ser la primera dona georgiana a rebre estudis superiors de música. Va morir a Tbilisi el 5 de setembre de 1968.